# Татищев, Евграф Васильевич
Евгра́ф Васи́льевич Тати́щев (1717 — 6 [17] сентября 1781) — полковник Пермского пехотного полка, впоследствии в гражданской службе. Единственный сын и наследник первого русского историка В. Н. Татищева. 

## Биография
Родился в 1717 года. Воспитывался дома, где получил первоначальное образование под руководством отца; 17 мая 1732 года поступил кадетом в Сухопутный шляхетный корпус, откуда 4 ноября 1736 года выпущен в армию солдатом; в аттестате, полученном по окончании корпуса, отмечено: «Имеет начало в геометрии, говорит и пишет твёрдо по-немецки, учил историю и географию, рисует отчасти, искусен в верховой езде, фехтовании и танцовании».
Служил сначала в Пермском драгунском полку, в 1741 году произведён в секунд-майоры и переведён в «низовые» полки с прикомандированием к калмыцкой экспедиции, которой руководил его отец. С 1751 году в чине премьер-майора состоял в Нарвском пехотном полку, с 1758 года — подполковник Ростовского пехотного полка.
18 декабря 1758 года был произведён в полковники, затем был в гражданской службе (с переименованием в статские советники). Вскоре вышел в отставку  и поселился в Москве, в собственном доме на Петровском бульваре. Одним из значимых событий московской жизни Татищева был приём в конце 1770 года престолонаследника Павла Петровича, почтившего посещением дом Евграфа Васильевича.
В доме на Петровском бульваре Евграф Васильевич Татищев прожил до самой кончины 6 (17) сентября 1781 года. Через пять лет этот особняк полностью перестроил его сын Ростислав. Вдова же Татищева-отца (по воспоминаниям внучатой племянницы Е. П. Яньковой) в начале XIX века жила «на Тверском бульваре, на дворе, с двумя большими флигелями», в доме, выходившем «на переулок, с круглым углом». Похоронены супруги в Донском монастыре, на 2-м участке старого Донского кладбища.
Для Е. В. Татищева была составлена Василием Никитенко его известная «Духовная».

## Семья
Женат был трижды:
- Первая жена — Прасковья Михайловна Зиновьева, тётка князя Н. Б. Юсупова. Умерла вскоре после рождения сына в 1742 году.
  - Сын — Ростислав (1742—1820), действительный статский советник.
- Вторая жена — баронесса Наталья Ивановна Черкасова, дочь кабинет-секретаря И. А. Черкасова.
  - Дочь Анна (1752—1835), замужем за генералом Ф. М. Ахлёстышевым.
- Третья жена — Аграфена Федотовна Каменская (1733—1811), сестра фельдмаршала М. Ф. Каменского.
  - Алексей (1760—1832), генерал-майор, женат на Марии Степановне Ржевской, дочери генерал-поручика С. М. Ржевского.
  - Никита (1763—1786)
  - Василий (1766—1827)
  - Михаил (1771—1827)
  - Александра (1759—1795), замужем за Яковом Андреевичем Дашковым, отцом А. Я. Дашкова.
  - Екатерина (1763—1793)
  - Прасковья (1767—1841), замужем с 14 января 1786 года[7] за князем Леоном Грузинским, сыном царевича Леона.
  - Елизавета (1772—1837), замужем с 5 февраля 1800 года[8] за Иваном Филипповичем Новосильцевым.